# Алтай (сомон)
Алтай (монг. Алтай) – сомон Баян-Улгийського аймаку Монголії.. Територія 3,5 тис кв км, населення 3,7 тис. з них 71% -- казахи, 29% урянхайці. Центр Чигертей розташований на відстані 115 км. від міста Улгий, та на відстані 1676 км від Улан-Батора. Школа, лікарня, сфера обслуговування.

## Рельєф
Середня висота території 3000-3500 м, є високі гори: Елт, Даян, Целгерхайрхан (3570 м). Ріки Сагсай, Бор Бургас.

## Клімат
Клімат різкоконтинентальний.

## Корисні копалини
Багатий на природні ресурси: золото, кольорові метали.

## Адміністративні межі
Межує з сомонами Сагсай, Буянт, Толбо, Делуун. На заході проходить кордон з Китаєм.